# Paraphrynus mexicanus
La araña látigo o tendarapo (Javier/Paraprhynus mexicanus) es un arácnido perteneciente a la familia Phrynidae del orden Amblypygi. Esta especie fue descrita por Bilimek en 1867. El nombre del género Paraphrynus viene de la palabra en latín pare- que significa “adorno” y la palabra griega phryne que significa “sapo”. El nombre específico mexicanus proviene del latín “Mexicum” que significa México y del sufijo -ānus que usualmente indica “posición u origen”.

## Descripción
La longitud total del cuerpo es de 10-17 cm; de color castaño amarillento casi uniforme; carapacho con el área frontal bien definida margen anterior levemente emarginado; ojos medios y laterales bien desarrollados; segmento basal del quelícero sin tubérculo dorsodistal externo; con un diente externo en la superficie anteroventral; trocánter con cuatro espinas anteroventrales; superficie ventral prácticamente sin tubérculos; tarso sin la pequeña espina dorsobasal interna; pata I con 27 artejos tibiales y 57 o 59 tarsales; IV sin banda transversal en el segundo tarsito; coxas II-IV muy débilmente tuberculadas; gonópodo de la hembra con los escleritos en forma de uña, con la base ensanchada y la porción distal mayormente curvada.

## Distribución
Se distribuye en México en los estados de Hidalgo, México, Morelos, Puebla, Guerrero, Veracruz, Oaxaca , Colima y Yucatán.

## Hábitat
De ambiente terrestre, esta especie de araña látigo habita hasta los 1700 m s. n. m., se les puede encontrar bajo piedras, en las paredes de grutas.

## Estado de conservación
Hasta el momento en México no se encuentra en ninguna categoría de protección, ni en la Lista Roja de la IUCN (International Union for Conservation of Nature) ni en CITES (Convención sobre el Comercio Internacional de Especies Amenazadas de Fauna y Flora Silvestres).